# Back to Friends
Back to Friends è un singolo del cantante statunitense Sombr, pubblicato il 27 dicembre 2024.

## Promozione
È stato esibito per la prima volta in televisione al Tonight Show di Jimmy Fallon il 20 maggio 2025.

## Video musicale
Il video, diretto da Gus Black, è stato reso disponibile il 3 aprile 2025 attraverso il canale YouTube dell'artista.

## Tracce
Testi e musiche di Shane Boose.
1. Back to Friends – 3:19

## Formazione
- Sombr – voce, chitarra, basso, batteria, pianoforte, tastiere, produzione
- Kane Ritchotte – batteria
- Mason Stoops – chitarra
- Benny Bock – pianoforte
- Benny Bock – tastiere
- Luca Pretolesi – mastering
- Rich Costey – missaggio
- Gregg White – registrazione

## Classifiche
| Classifica (2025)   | Posizione massima |
| ------------------- | ----------------- |
| Australia           | 3                 |
| Austria             | 9                 |
| Canada              | 28                |
| Emirati Arabi Uniti | 13                |
| Filippine           | 3                 |
| Francia             | 124               |
| Germania            | 34                |
| Grecia              | 14                |
| India               | 9                 |
| Indonesia           | 18                |
| Irlanda             | 4                 |
| Islanda             | 28                |
| Israele             | 66                |
| Italia              | 75                |
| Lettonia            | 2                 |
| Lituania            | 6                 |
| Lussemburgo         | 11                |
| Malaysia            | 8                 |
| Norvegia            | 15                |
| Nuova Zelanda       | 4                 |
| Paesi Bassi         | 37                |
| Polonia             | 18                |
| Portogallo          | 34                |
| Regno Unito         | 7                 |
| Repubblica Ceca     | 5                 |
| Singapore           | 4                 |
| Slovacchia          | 15                |
| Stati Uniti         | 31                |
| Svezia              | 10                |
| Svizzera            | 12                |

## Date di pubblicazione
| Paese                 | Data             | Formato                      | Etichetta    | Nota   |
| --------------------- | ---------------- | ---------------------------- | ------------ | ------ |
| Mondo                 | 27 dicembre 2024 | Download digitale, streaming | SMB, Warner  | [ 27 ] |
| Stati Uniti d'America | 9 aprile 2025    | Modern rock                  | Warner       | [ 28 ] |
| Italia                | 11 aprile 2025   | Contemporary hit radio       | Warner Italy | [ 29 ] |